# Liste de personnalités sportives décédées en 2020
Cet article présente une liste de personnalités du monde du sport décédées au cours de l'année 2020.

## Janvier
- 1er janvier : décès à 89 ans de Marius Bruat, footballeur français[1]
- 1er janvier : décès à 89 ans de Michel Celaya, joueur de rugby à XV français[2]
- 1er janvier : décès à 60 ans de Carlos De León, boxeur portoricain[3]
- 1er janvier : décès à 90 ans de Don Larsen, joueur de baseball américain[4]
- 2 janvier : décès à 55 ans de Roman Monchenko, rameur soviétique puis russe[5]
- 3 janvier : décès à 23 ans de Nathaël Julan, footballeur français[6]
- 4 janvier : décès à 70 ans de William Hobbs, rameur américain[7]
- 5 janvier : décès à 84 ans de Hans Tilkowski, footballeur allemand[8]
- 6 janvier : décès à 89 ans de Cabeção, footballeur brésilien[9]
- 7 janvier : décès à 85 ans de André Abadie, joueur de rugby à XV français[10]
- 7 janvier : décès à 46 ans de Khamis al-Owairan, footballeur saoudien[11]
- 10 janvier : décès à 74 ans de Guido Messina, cycliste sur route italien[12]
- 10 janvier : décès à 74 ans de Petko Petkov, footballeur bulgare[13]
- 10 janvier : décès à 74 ans de Ed Sprague, Sr., joueur de baseball américain[14]
- 11 janvier : décès à 77 ans de Tom Belsø, pilote automobile danois[15]
- 12 janvier : décès à 40 ans de Paulo Gonçalves, pilote de moto de rallye-raid portugais[16]
- 12 janvier : décès à 74 ans de Marc Riolacci, dirigeant sportif de football français[17]
- 12 janvier : décès à 91 ans de Dick Schnittker, basketteur américain[18]
- 13 janvier : décès à 65 ans de Carlos Girón, plongeur mexicain[19]
- 13 janvier : décès à 86 ans de Maurice Moucheraud, cycliste sur route français[20]
- 15 janvier : décès à 96 ans de Bobby Brown, footballeur puis entraîneur écossais[21]
- 15 janvier : décès à 84 ans de Michael Wheeler, athlète de demi-fond britannique[22]
- 16 janvier : décès à 96 ans de Efraín Sánchez, footballeur puis entraîneur colombien
- 17 janvier : décès à 71 ans de Pietro Anastasi, footballeur italien[23]
- 18 janvier : décès à 67 ans de Peter Mathebula, boxeur sud-africain[24]
- 21 janvier : décès à 92 ans de Theodor Wagner, footballeur puis entraîneur autrichien[25]
- 23 janvier : décès à 92 ans de Kalevi Tuominen, basketteur finlandais[26]
- 23 janvier : décès à 93 ans de Alfred Körner, footballeur autrichien[27]
- 23 janvier : décès à 39 ans de Robert Archibald, basketteur britannique[28]
- 24 janvier : décès à 72 ans de Robert Rensenbrink, footballeur néerlandais[29]
- 24 janvier : décès à 92 ans de Juan José Pizzuti, footballeur puis entraîneur argentin
- 24 janvier : décès à 90 ans de Duje Bonačić, rameur yougoslave puis croate[30]
- 26 janvier : décès à 41 ans de Kobe Bryant, basketteur américain[31]
- 28 janvier : décès à 91 ans de Léon Mokuna, footballeur belge[32]
- 28 janvier : décès à 58 ans de Chris Doleman, joueur de football U.S américain[33]
- 29 janvier : décès à 69 ans de Blagoja Georgievski, basketteur yougoslave puis macédonien[34]
- 29 janvier : décès à 80 ans de Mike Dancis, basketteur letton puis australien[35]
- 30 janvier : décès à 85 ans de Nello Fabbri, cycliste sur route italien[36]
- 30 janvier : décès à 73 ans de Larbi Chebbak, footballeur marocain[37]
- 30 janvier : décès à 53 ans de Miguel Arroyo, cycliste sur route mexicain[38]
- 30 janvier : décès à 56 ans de John Andretti, pilote de courses automobile américain[39]
- 31 janvier : décès à 76 ans de Michel Billière, joueur de rugby à XV français[40]

## Février
- 1 février : décès à 62 ans de Ilie Bărbulescu, footballeur roumain[41]
- 2 février : décès à 62 ans de Ryszard Olszewski, basketteur polonais[42]
- 2 février : décès à 46 ans de Peter Aluma, basketteur nigérian[43]
- 3 février : décès à 83 ans de Willie Wood, joueur de football U.S. américain[44]
- 3 février : décès à 59 ans de Johnny Bumphus, boxeur américain[45]
- 4 février : décès à 65 ans de Aleksandr Skvortsov, hockeyeur sur glace soviétique[46]
- 4 février : décès à 83 ans de Benito Sarti, footballeur italien[47]
- 4 février : décès à 22 ans de Abadi Hadis, athlète éthiopien[48]
- 4 février : décès à 55 ans de Volodymyr Inozemtsev, athlète soviétique[49]
- 4 février : décès à 93 ans de Giancarlo Bergamini, escrimeur italien[50]
- 7 février : décès à 73 ans de Brian Glennie, hockeyeur sur glace canadien[51]
- 7 février : décès à 89 ans de Larry Popein, hockeyeur sur glace canadien[52]
- 8 février : décès à 98 ans de Maurice Girardot, joueur de basket-ball français[53]
- 9 février : décès à 88 ans de Jean Fournet-Fayard, footballeur français[54]
- 9 février : décès à 71 ans de Bill Robinson, joueur de basket-ball canadien[55]
- 10 février : décès à 75 ans de Saïd Amara, handballeur tunisien[56]
- 12 février : décès à 71 ans de Simone Créantor, athlète française[57]
- 12 février : décès à 72 ans de Tamás Wichmann, céiste hongrois[58]
- 13 février : décès à 78 ans de Valeri Butenko, footballeur soviétique[59]
- 13 février : décès à 71 ans de Karel Neffe, rameur tchécoslovaque[60]
- 14 février : décès à 73 ans de Jimmy Conway, footballeur irlandais[61]
- 15 février : décès à 57 ans de Tony Fernández, joueur de baseball américain[62]
- 15 février : décès à 88 ans de Hilmi Ok, footballeur turc[63]
- 16 février : décès à 87 de Harry Gregg, footballeur nord-irlandais[64]
- 16 février : décès à 81 ans de Loek Hollander, karatéka néerlandais[65]
- 16 février : décès à 73 ans de Barry Hulshoff, footballeur néerlandais[66]
- 17 février : décès à 85 ans de Mickey Wright, golfeuse américaine[67]
- 18 février : décès à 83 ans de Jean Clausse, athlète de demi-fond français[68]
- 19 février : décès à 94 ans de Peter Babando, hockeyeur sur glace américain[69]
- 20 février : décès à 62 ans de Jeanne Evert, joueuse de tennis américaine[70]
- 21 février : décès à 92 ans de Phil Maloney, hockeyeur sur glace canadien[71].
- 23 février : décès à 80 ans de János Göröcs, footballeur hongrois[72].
- 24 février : décès à 87 ans de Don Furner, joueur et entraîneur de rugby à XIII australien[73].
- 24 février : décès à 78 ans de Jan Kowalczyk, cavalier de sauts d'obstacles polonais[74].
- 27 février : décès à 26 ans de Braian Toledo, athlète de lancers de javelot argentin[75].
- 28 février : décès à 50 ans de Teresa Machado athlète de lancers de poids et de disque portugaise[76].
- 28 février : décès à 94 ans de Stig-Göran Myntti, footballeur et joueur de bandy finlandais[77]
- 28 février : décès à 77 ans de Balbir Sing, hockeyeur sur gazon indien[78]
- 29 février : décès à 85 ans de Arnaud Marquesuzaa, joueur de rugby à XV français[79]
- 29 février : décès à 92 ans de Éva Székely, nageuse hongroise[80].
- 29 février : décès à 60 ans de Andreï Vedernikov, cycliste sur route soviétique puis russe[81].

## Mars
- 1 mars : décès à 52 ans de Stefan Lindqvist, footballeur suédois[82]
- 3 mars : décès à 40 ans de Nicolas Portal, cycliste sur route puis directeur sportif français[83]
- 4 mars : décès à 86 ans de Robert Shavlakadze, athlète de saut en hauteur soviétique puis géorgien[84]
- 5 mars : décès à 91 ans de Emilio Caprile, footballeur italien[85]
- 5 mars : décès à 79 ans de Levan Moseshvili, basketteur soviétique puis géorgien[86]
- 5 mars : décès à 89 ans de Antonio Permunian, footballeur suisse[87]
- 6 mars : décès à 75 ans de Magdaleno Mercado, footballeur mexicain[88]
- 6 mars : décès à 84 ans de Henri Richard, hockeyeur sur glace canadien[89]
- 7 mars : décès à 83 ans de Jair Marinho, footballeur brésilien[90]
- 7 mars : décès à 41 ans de Matthew Watkins, joueur de rugby à XV gallois[91]
- 8 mars : décès à 87 ans de Yukimitsu Kano, judoka japonais[92]
- 9 mars : décès à 94 ans de Italo De Zan, cycliste sur route italien[93]
- 11 mars : décès à 34 ans de Stefano Bianco, pilote de moto italien[94]
- 11 mars : décès à 86 ans de József Gyuricza, escrimeur hongrois[95]
- 11 mars : décès à 82 ans de Irina Kiritchenko, cycliste sur piste soviétique puis ukrainienne[96]
- 11 mars : décès à 67 ans de Tetyana Prorochenko, athlète de sprint soviétique puis ukrainienne[97]
- 12 mars : décès à 87 ans de Kevin Bacon, cavalier de sauts d'obstacles australien[98]
- 12 mars : décès à 42 ans de Mobio Besse Henri, boxeur ivoirien[99]
- 12 mars : décès à 68 ans de Jean-Michel Cambon, grimpeur français[100]
- 12 mars : décès à 78 ans de Wolfgang Hofmann, judoka allemand[101]
- 12 mars : décès à 76 ans de Francisco Romãozinho, pilote de rallye automobile portugais[102]
- 13 mars : décès à 97 ans de Dana Zátopková, athlète de lancer de javelot tchécoslovaque puis tchèque[103]
- 14 mars : décès à 30 ans de Chris Reed, patineur artistique de danse sur glace américano-japonais[104]
- 15 mars : décès à 55 ans de Savenaca Aria, joueur de rugby à XV fidjien[105]
- 17 mars : décès à 75 ans de Horst Felbermayr, Sr., pilote automobile autrichien[106]
- 17 mars : décès à 51 ans de Piotr Jegor, footballeur polonais[107]
- 17 mars : décès à 89 ans de Michel Kitabdjian, arbitre de football français[108]
- 17 mars : décès à 58 ans de Roger Mayweather, boxeur puis entraîneur américain[109]
- 18 mars : décès à 84 ans de Joaquín Peiró, footballeur puis entraîneur espagnol[110]
- 18 mars : décès à 90 ans de John Solomon, joueur de rugby à XV australien[111]
- 19 mars : décès à 87 ans de Camille Fischbach, footballeur français[112]
- 19 mars : décès à 35 ans de Peter Whittingham, footballeur anglais[113]
- 19 mars : décès à 90 ans de Edi Ziegler, cycliste sur route allemand[114]
- 20 mars : décès à 83 ans de Pradip Kumar Banerjee, football puis entraîneur indien[115]
- 20 mars : décès à 93 ans de Amadeo Carrizo, footballeur argentin[116]
- 20 mars : décès à 94 ans de Borislav Stanković, basketteur puis entraîneur et dirigeant sportif yougoslave et ensuite serbo-monténégrin[117]
- 20 mars : décès à 97 ans de Vladimír Zábrodský, hockeyeur sur glace puis entraîneur tchécoslovaque et ensuite tchèque[118]
- 23 mars : décès à 65 ans de Branko Cikatić, kickboxeur croate[119]
- 24 mars : décès à 90 ans de John Campbell-Jones, pilote de course automobile britannique[120]
- 24 mars : décès à 90 ans de John Davies, nageur australien[121]
- 24 mars : décès à 103 ans de Ignacio Trelles, entraîneur de football mexicain[122]
- 25 mars : décès à 92 ans de Danilo Barozzi, cycliste sur route italien[123]
- 26 mars : décès à 87 ans de Michel Hidalgo, joueur et entraîneur de football français[124]
- 28 mars : décès à 86 ans de Roger Baens, cycliste sur route belge[125]
- 28 mars : décès à 95 ans de Azam Khan, joueur de squash anglo-paskitanais[126]
- 29 mars : décès à 75 ans de Opoku Afriyie, footballeur ghanéen[127]
- 29 mars : décès à 72 ans de José Luis Capón, footballeur espagnol[128]
- 29 mars : décès à 61 ans de Angelo Rottoli, boxeur italien[129]
- 30 mars : décès à 72 ans de Kwasi Owusu, footballeur ghanéen[130]
- 31 mars : décès à 68 ans de Pape Diouf, journaliste et dirigeant sportif franco-sénégalais[131]
- 31 mars : décès à 63 ans de Aleksejs Froļikovs, hockeyeur sur glace soviétique puis letton[132]

## Avril
- 1 avril : décès à 88 ans de Amerigo Severini, cycliste sur route et cyclocrossman italien[133]
- 2 avril : décès à 73 ans de Goyo Benito, footballeur espagnol[134]
- 2 avril : décès à 77 ans de Mario Chaldú, footballeur argentin[135]
- 2 avril : décès à 89 ans de Arnold Sowinski, footballeur français[136]
- 3 avril : décès à 60 ans de Eric Verdonk, rameur néo-zélandais[137]
- 4 avril : décès à 82 ans de Timothy Brown, joueur de foot U.S. puis acteur américain[138]
- 4 avril : décès à 73 ans de Tom Dempsey, joueur de foot U.S. américain[139]
- 4 avril : décès à 73 ans de Doug Morgan, joueur de rugby à XV écossais[140]
- 4 avril : décès à 72 ans de Ezio Vendrame, footballeur puis écrivain italien[141]
- 5 avril : décès à 90 ans de Jean-Guy Astresses, footballeur français[142]
- 5 avril : décès à 77 ans de André Cristol, footballeur puis entraîneur français[143]
- 6 avril : décès à 77 ans de Radomir Antić, footballeur puis entraîneur yougoslave et ensuite serbe[144]
- 6 avril : décès à 85 ans de Al Kaline, joueur de baseball américain[145]
- 7 avril : décès à 79 ans de Roger Chappot, hockeyeur sur glace suisse[146]
- 7 avril : décès à 79 ans de Fariborz Esmaeili, footballeur iranien[147]
- 7 avril : décès à 56 ans de Donato Sabia, athlète de sprint et de demi-fond italien[148]
- 8 avril : décès à 86 ans de Lars-Eric Lundvall, hockeyeur sur glace suédois[149]
- 8 avril : décès à 89 ans de David Méresse, footballeur français[150]
- 8 avril : décès à 79 ans de Pat Stapleton, hockeyeur sur glace canadien[151]
- 9 avril : décès à 70 ans de Daniel Bernard, footballeur français[152]
- 10 avril : décès à 82 ans de Julio Blanco Alfonso, footballeur cubain[153]
- 10 avril : décès à 82 ans de Pete Retzlaff, joueur de foot U.S. américain[154]
- 10 avril : décès à 71 ans de Tom Webster, hockeyeur sur glace canadien[155]
- 11 avril : décès à 25 ans de Colby Cave, hockeyeur sur glace canadien[156]
- 12 avril : décès à 78 ans de Peter Bonetti, footballeur anglais[157]
- 12 avril : décès à 80 ans de Daniel Camiade, joueur de rugby à XV et de rugby à XIII français[158]
- 12 avril : décès à 88 ans de Jim Frey, dirigeant de baseball américain[159]
- 12 avril : décès à 49 ans de Sascha Hupmann, basketteur allemand[160]
- 12 avril : décès à 36 ans de Tarvaris Jackson, joueur de foot U.S. américain[161]
- 12 avril : décès à 90 ans de Stirling Moss, pilote automobile de F1 et d'endurance britannique[162]
- 12 avril : décès à 86 ans de Doug Sanders, golfeur américain[163]
- 14 avril : décès à 86 ans de Nate Brooks, boxeur américain[164]
- 14 avril : décès à 82 ans de Alfonso Marquez, basketteur puis entraîneur philippin[165]
- 15 avril : décès à 85 ans de Willie Davis, joueur de foot.U.S américain[166]
- 15 avril : décès à 83 ans de Bernard Deconinck, cycliste sur piste et sur route français[167]
- 15 avril : décès à 63 ans de Dámaso García, joueur de baseball dominicain[168]
- 17 avril : décès à 81 ans de Carlos Contreras, footballeur chilien[169]
- 17 avril : décès à 76 ans de Norman Hunter, footballeur anglais[170]
- 17 avril : décès à 90 ans de Raymond Van Gestel, footballeur belge[171]
- 17 avril : décès à 90 ans de Bobby Winkles, entraîneur de baseball américain[172]
- 18 avril : décès à 81 ans de Bob Lazier, pilote automobile américain[173]
- 19 avril : décès à 77 ans de Edmond Baraffe, footballeur puis entraîneur français[174]
- 19 avril : décès à 80 ans de Steve Dalkowski, joueur de baseball américain[175]
- 19 avril : décès à 89 ans de Índio, footballeur brésilien[176]
- 19 avril : décès à 75 ans de Margit Otto-Crépin, cavalière de dressage franco-allemande[177]
- 20 avril : décès à 77 ans de Mike Curtis, joueur de foot U.S.[178]
- 20 avril : décès à 83 ans de Noureddine Diwa, footballeur puis entraîneur tunisien[179]
- 22 avril : décès à 65 ans de Hartwig Gauder, athlète de marche est-allemand puis allemand[180]
- 25 avril : décès à 89 ans de Douglas Anakin, bobeur et lugeur canadien[181]
- 25 avril : décès à 88 ans de Tomás Balcázar, footballeur mexicain[182]
- 27 avril : décès à 57 ans de Marina Bazanova, handballeuse soviétique puis allemande[183]
- 27 avril : décès à 81 ans de Robert Herbin, footballeur puis entraîneur français[184]
- 27 avril : décès à 60 ans de Mark McNamara, basketteur américain[185]
- 28 avril : décès à 77 ans de Louis Cardiet, footballeur français[186]
- 28 avril : décès à 72 ans de Trevor Cherry, footballeur britannique[187]
- 28 avril : décès à 80 ans de Jānis Lūsis, athlète de lancer de javelot finlandais[188]
- 28 avril : décès à 61 ans de Michael Robinson, footballeur irlandais[189]
- 28 avril : décès à 95 ans de Erich Schriever, rameur d'aviron suisse[190]
- 28 avril : décès à 60 ans de Gerson Victalino, basketteur brésilien[191]

## Mai
- 1 mai : décès à 60 ans de Chung Hae-won, footballeur sud-coréen[192]
- 1 mai : décès à 91 ans de Lajoš Engler, basketteur yougoslave puis serbe[193]
- 1 mai : décès à 85 ans de Antonina Ryzhova, volleyeuse soviétique puis russe[194]
- 1 mai : décès à 85 ans de Geórgios Zaïmis, skipper grec[195]
- 3 mai : décès à 43 ans de Pavle Jovanovic, bobeur serbo-américain[196]
- 4 mai : décès à 90 ans de Don Shula, joueur et entraîneur de foot U.S. américain[197]
- 4 mai : décès à 76 ans de Alan Sutherland, joueur de rugby à XV néo-zélandais[198]
- 4 mai : décès à 54 ans de Álvaro Teherán, basketteur colombien[199]
- 5 mai : décès à 18 ans de Johanna Bassani, skieuse de combilé nordique autrichienne[200]
- 5 mai : décès à 101 ans de Diran Manoukian, hockeyeur sur gazon français[201]
- 7 mai : décès à 58 ans de Steven Blackmore, joueur de rugby à XV gallois[202]
- 8 mai : décès à 74 ans de Tomás Carlovich, footballeur puis entraîneurargentin[203]
- 8 mai : décès à 89 ans de Georges Domercq, arbitre de rugby à XV français[204]
- 9 mai : décès à 89 ans de Robert Bru, entraîneur de rugby à XV français[205]
- 9 mai : décès à 76 ans de Pedro Pablo León, footballeur péruvien[206]
- 9 mai : décès à 86 ans de Johnny McCarthy, basketteur américain[207]
- 12 mai : décès à 69 ans de Philippe Redon, footballeur puis entraîneur français[208]
- 12 mai : décès à 73 ans de Edin Sprečo, footballeur yougoslave puis bosnien[209]
- 14 mai : décès à 70 ans de Attila Ladinszky, footballeur hongrois[210]
- 14 mai : décès à 87 ans de Jim Tucker, basketteur américain[211]
- 15 mai : décès à 85 ans de Franco Nenci, boxeur italien[212]
- 16 mai : décès à 72 ans de Jacques Crevoisier, entraîneur de football français[213]
- 18 mai : décès à 60 ans de Marko Elsner, footballeur yougoslave puis slovène[214]
- 20 mai : décès à 91 ans de Margaret Maughan, nageuse et archère handisport britannique[215]
- 21 mai : décès à 61 ans de Aleksandr Guerassimov, hockeyeur soviétique puis russe[216]
- 21 mai : décès à 55 ans de Roberto Moya, athlète de lancer de disque cubain puis espagnol[217]
- 21 mai : décès à 64 ans de Gerhard Strack, footballeur allemand[218]
- 22 mai : décès à 83 ans de Ashley Cooper, joueur de tennis australien[219]
- 22 mai : décès à 38 ans de Miljan Mrdaković, footballeur serbe[220]
- 22 mai : décès à 81 ans de Luigi Simoni, footballeur puis entraîneur et dirigeant sportif italien[221]
- 22 mai : décès à 78 ans de Jerry Sloan, basketteur puis entraîneur américain[222]
- 23 mai : décès à 43 ans de Fabrice Lepaul, footballeur français[223]
- 24 mai : décès à 60 ans de José Roberto Figueroa, footballeur hondurien[224]
- 25 mai : décès à 89 ans de Marcelino Campanal, footballeur espagnol[225]
- 25 mai : décès à 70 ans de Jimmy Kirunda, footballeur ougandais[226]
- 25 mai : décès à 82 ans de Marv Luster, joueur américain de football canadien[227]
- 25 mai : décès à 89 ans de Paolo Marzotto, pilote automobile italien[228]
- 25 mai : décès à 95 ans de Balbir Singh, hockeyeur sur gazon indien[229]
- 25 mai : décès à 63 ans de Vadão, footballeur brésilien[230]
- 27 mai : décès à 88 ans de Bruno Galliker, athlète de haies suisse[231]
- 28 mai : décès à 85 ans de Gustaaf De Smet, cycliste sur route belge[232]
- 29 mai : décès à 82 ans de Curtis Cokes, boxeur américain[233]
- 30 mai : décès à 93 ans de Roger Decock, cycliste sur route belge[234]
- 30 mai : décès à 84 ans de Bobby Joe Morrow, athlète de sprint américain[235]
- 30 mai : décès à 86 ans de Károly Wieland, céiste hongrois[236]

## Juin
- 1er juin : décès à 46 ans de Piotr Rocki, footballeur polonais[237]
- 2 juin : décès à 72 ans de Alain Bernard, cycliste sur route français[238]
- 2 juin : décès à 91 ans de John Cuneo, skipper australien[239]
- 2 juin : décès à 90 ans de Carlo Ubbiali, pilote de moto italien[240]
- 3 juin : décès à 87 ans de István Kausz, épéiste hongrois[241]
- 4 juin : décès à 81 ans de Jean Link, fleurettiste luxembourgeois[242]
- 4 juin : décès à 91 ans de Pete Rademacher, boxeur américain[243]
- 5 juin : décès à 78 ans de Boris Gaganelov, footballeur bulgare[244]
- 5 juin : décès à 64 ans de Kurt Thomas, gymnaste américain[245]
- 6 juin : décès à 41 ans de Reche Caldwell, joueur de foot U.S. américain[246]
- 6 juin : décès à 80 ans de Jean-Marie Bourgeois, skieur français[247]
- 7 juin : décès à 73 ans de Péter Marót, épéiste hongrois[248]
- 7 juin : décès à 81 ans de Paul Rochester, joueur de foot.U.S. américain[249]
- 8 juin : décès à 83 ans de Hans Cieslarczyk, footballeur allemand[250]
- 8 juin : décès à 78 ans de Tony Dunne[251]
- 9 juin : décès à 90 ans de Ödön Földessy, athlète de saut en longueur hongrois[252]
- 11 juin : décès à 94 ans de Cy Strulovitch, basketteur canadien[253]
- 13 juin : décès à 87 ans de Dick Garmaker, basketteur américain[254]
- 14 juin : décès à 16 ans de Luce Douady, grimpeuse française[255]
- 14 juin : décès à 77 ans de Aarón Padilla Gutiérrez, footballeur mexicain[256]
- 15 juin : décès à 63 ans de Marinho, footballeur puis entraîneur brésilien[257]
- 16 juin : décès à 85 ans de Eusebio Vélez, cycliste sur route espagnol[258]
- 17 juin : décès à 86 ans de Marlene Ahrens, athlète de lancers de javelot chilienne[259]
- 17 juin : décès à 84 ans de György Kárpáti, poloïste hongrois[260]
- 17 juin : décès à 54 ans de Fabrice Philipot, cycliste sur route français[261]
- 17 juin : décès à 66 ans de Willie Thorne, joueur de snooker anglais[262]
- 17 juin : décès à 86 ans de Pietro Zoppas, cycliste sur route italien[263]
- 18 juin : décès à 47 ans de Tibor Benedek, poloïste hongrois[264]
- 18 juin : décès à 83 ans de Arturo Chaires, footballeur mexicain[265]
- 18 juin : décès à 24 ans de Kossi Koudagba, footballeur togolais[266]
- 19 juin : décès à 78 ans de Mario Corso, footballeur italien[267]
- 19 juin : décès à 96 ans de Noël Vandernotte, rameur français[268]
- 20 juin : décès à 74 ans de Svein Arne Hansen, dirigeant sportif norvégien[269]
- 20 juin : décès à 67 ans de William Millerson, karatéka et homme politique néerlandais[270]
- 21 juin : décès à 56 ans de Ahmed Radhi, footballeur irakien[271]
- 21 juin : décès à 30 ans de Bobana Veličković, tireuse sportive serbe[272]
- 21 juin : décès à 90 ans de Dennis Young, joueur de rugby à XV néo-zélandais[273]
- 22 juin : décès à 80 ans de Witold Baran, athlète de demi-fond polonais[274]
- 22 juin : décès à 74 ans de Enrique Casaretto, footballeur péruvien[275]
- 22 juin : décès à 89 ans de Juan Fernández, pilote automobile espagnol[276]
- 22 juin : décès à 55 ans de Carlos Luis Morales, footballeur équatorien[277]
- 22 juin : décès à 73 ans de Pierino Prati, footballeur italien[278]
- 22 juin : décès à 75 ans de Badara Sène, arbitre de football sénégalais[279]
- 23 juin : décès à 71 ans de Vehbi Akdağ, lutteur turc[280]
- 23 juin : décès à 81 ans de Patricio Rodríguez, joueur de tennis chilien[281]
- 25 juin : décès à 42 ans de Emeka Mamale, footballeur congolais[282]
- 25 juin : décès à 69 ans de Kilasu Massamba, footballeur congolais[283]
- 25 juin : décès à 89 ans de Juan Ostoic, basketteur chilien[284]
- 25 juin : décès à 86 ans de Ivan Utrobin, fondeur soviétique puis russe[285]
- 26 juin : décès à 72 ans de Jaroslav Pollák, footballeur tchécoslovaque puis slovaque[286]
- 27 juin : décès à 90 ans de Abdoulaye Seye Moreau, basketteur sénégalais[287]
- 27 juin : décès à 74 ans de Ilija Petković footballeur et ensuite entraîneur yougoslave puis serbe[288]
- 28 juin : décès à 80 ans de Joe Bugel, joueur de foot.U.S. puis entraîneur américain[289]
- 28 juin : décès à 40 ans de Marián Čišovský, footballeur slovaque[290]
- 29 juin : décès à 72 ans de Ernesto Marcel, boxeur panaméen[291]
- 29 juin : décès à 84 ans de Svend Aage Rask, footballeur danois[292]
- 29 juin : décès à 82 ans de Albert Sulon, footballeur belge[293]
- 30 juin : décès à 72 ans de Aleksandr Kabanov, poloïste soviétique puis russe[294]
- 30 juin : décès à 52 ans de Alfred Kotey, boxeur ghanéen[295]

## Juillet
- 1er juillet : décès à 95 ans de Everton Weekes, joueur de cricket et dirigeant sportif barbadien[296]
- 2 juillet : décès à 82 ans de Joseph Moroni, rameur français[297]
- 3 juillet : décès à 81 ans de Aurelio Moyano, footballeur argentin[298]
- 3 juillet : décès à 91 ans de Ardico Magnini, footballeur italien[299]
- 4 juillet : décès à 71 ans de Seninho, footballeur portugais[300]
- 5 juillet : décès à 72 ans de Vladimir Troshkin, footballeur soviétique puis ukrainien[301]
- 5 juillet : décès à 80 ans de Willi Holdorf, décathlète allemand[302]
- 6 juillet : décès à 69 ans de Zdzisław Myrda, basketteur puis entraîneur polonais[303]
- 7 juillet : décès à 47 ans de Dannes Coronel, footballeur équatorien[304]
- 7 juillet : décès à 64 ans de Gilbert Doucet, joueur de rugby à XV français[305]
- 8 juillet : décès à ? de Jean-Claude Alibert, pilote de rallye français[306]
- 8 juillet : décès à 54 ans de Finn Christian Jagge, skieur norvégien[307]
- 8 juillet : décès à 32 ans de Alex Pullin, snowboardeur australien[308]
- 8 juillet : décès à 83 ans de Abdelmajid Tlemçani, footballeur tunisien[309]
- 9 juillet : décès à 68 ans de Mohamed Kouradji, arbitre de football algérien[310]
- 10 juillet : décès à 85 ans de Jack Charlton, footballeur anglais[311]
- 10 juillet : décès à 27 ans de Lara van Ruijven, patineuse néerlandaise[312]
- 10 juillet : décès à 91 ans de Olga Tass-Lemhényi, gymnaste hongroise[313]
- 11 juillet : décès à 91 ans de Jacques Mazoin, joueur de rugby à XV français[314]
- 11 juillet : décès à 93 ans de Donald Whiston, hockeyeur sur glace américain[315]
- 12 juillet : décès à 75 ans de Wim Suurbier, footballeur néerlandais[316]
- 12 juillet : décès à 72 ans de Lajos Szűcs, footballeur hongrois[317]
- 13 juillet : décès à 76 de Hamed Dahane, footballeur marocain[318]
- 16 juillet : décès à 42 ans de Alekseï Tezikov, hockeyeur sur glace russe[319]
- 17 juillet : décès à 55 ans de Derek Ho, surfeur américain[320]
- 17 juillet : décès à 84 ans de Barry Jarman, joueur de cricket australien[321]
- 17 juillet : décès à 79 ans de Silvio Marzolini, footballeur puis entraîneur argentin[322]
- 17 juillet : décès à 86 ans de Marian Więckowski, coureur cycliste polonais[323]
- 18 juillet : décès à 20 ans de Ekaterina Alexandrovskaïa, patineuse artistique russe[324]
- 18 juillet : décès à 91 ans de Ali Mirzai, haltérophile iranien[325]
- 18 juillet : décès à 43 ans de Alefoso Yalayalatabua, joueur de rugby à XV fidjien[326]
- 19 juillet : décès à 72 ans de Biri Biri, footballeur gambien[327]
- 20 juillet : décès à 79 ans de Doug Rogers, judoka canadien[328]
- 21 juillet : décès à 32 ans de Stanley Robinson, basketteur américain[329]
- 21 juillet : décès à 69 ans de Mike Slemen, joueur de rugby à XV anglais[330]
- 22 juillet : décès à 73 ans de Aleksandr Goussev, hockeyeur sur glace soviétique puis russe[331]
- 22 juillet : décès à 82 ans de Aleksandr Ivanitsky, lutteur soviétique puis russe[332]
- 22 juillet : décès à 58 ans de Bob Sebra, joueur de basball américain[333]
- 23 juillet : décès à 90 ans de Jean Brankart, cycliste sur route et sur piste belge[334]
- 23 juillet : décès à 66 ans de Éric de Cromières, dirigeant sportif français[335]
- 24 juillet : décès à 77 ans de Ben Jipcho, athlète de steeple kényan[336]
- 25 juillet : décès à 71 ans de Jean Boin, footballeur français[337]
- 25 juillet : décès à 83 ans de Eddie Shack, hockeyeur sur glace canadien[338]
- 27 juillet : décès à 78 ans de Muhammad Asad Malik, hockeyeur sur gazon pakistanais[339]
- 28 juillet : décès à 65 ans de Aleksandr Aksinin, athlète de sprint soviétique puis russe[340]
- 28 juillet : décès à 88 ans de John McNamara, joueur de baseball américain[341]
- 29 juillet : décès à 68 ans de Anatoli Fedioukine, handballeur soviétique puis russe[342]
- 29 juillet : décès à 68 ans de Andy Haden, joueur de rugby à XV néo-zélandais[343]
- 31 juillet : décès à 46 ans de Dominique Aulanier, footballeur français[344]
- 31 juillet : décès à 73 ans de André Darrieussecq, joueur de rugby à XV français[345]
- 31 juillet : décès à 57 ans de Stephen Tataw, footballeur camerounais[346]

## Août
- 1 août : décès à 87 ans de Vitold Kreyer, athlète de triple saut soviétique puis russe[347]
- 1 août : décès à 66 ans de Alex Dupont, footballeur puis entraîneur français[348]
- 2 août : décès à 87 ans de Saïd Amara, footballeur algérien[349]
- 2 août : décès à 82 ans de Jean-Louis Leonetti, footballeur français[350]
- 2 août : décès à 69 ans de Zhaqsylyq Üshkempirov, lutteur soviétique puis kazakh[351]
- 3 août : décès à 86 ans de Ernesto Brambillapilote de moto et d'automobile italien[352]
- 3 août : décès à 71 ans de Mohammad Reza Navaei, lutteur iranien[353]
- 5 août : décès à 90 ans de Stefan Majer, basketteur puis entraîneur polonais[354]
- 5 août : décès à 66 ans de Ivanka Vancheva, athlète de lancers de javelot bulgare[355]
- 6 août : décès à 81 ans de Wilbert McClure, boxeur américain[356]
- 6 août : décès à 90 ans de Louis Meznarie, préparateur de motos et d'autos français[357]
- 7 août : décès à 27 ans de Michael Ojo, basketteur nigérian-américain[358]
- 7 août : décès à 89 ans de Jean Stewart, nageuse néo-zélandaise[359]
- 7 août : décès à 71 ans de Guennadi Touretski, entraîneur de natation soviétique puis russe[360]
- 9 août : décès à 76 ans de Rachid Belhout, footballeur puis entraîneur algérien[361]
- 9 août : décès à 98 ans de Kemal Özçelik, cavalier de concours complet turc[362]
- 9 août : décès à 67 ans de Zaōnishiki Toshimasalutteur de sumo japonais[363]
- 10 août : décès à 85 ans de Imre Farkas, céiste hongrois[364]
- 10 août : décès à 85 ans de Vladica Popović, footballeur et ensuite entraîneur yougoslave puis serbe[365]
- 11 août : décès à 73 ans de Salah Chaoua, footballeur tunisien[366]
- 11 août : décès à 86 ans de Michel Van Aerde, cycliste sur route belge[367]
- 12 août : décès à 86 ans de Gergely Kulcsár, athlète de lancers de javelot hongrois[368]
- 12 août : décès à 78 ans de Howard Mudd, joueur et entraîneur de foot U.S. américain[369]
- 13 août : décès à 67 ans de Pavol Biroš, footballeur tchécoslovaque puis slovaque[370]
- 13 août : décès à 87 ans de Jacques Faivre footballeur français[371]
- 14 août : décès à 85 ans de Angela Buxton, joueuse de tennis britannique[372]
- 14 août : décès à 71 ans de Tom Forsyth, footballeur puis entraîneur anglais[373]
- 14 août : décès à 72 ans de Ernst Jean-Joseph, footballeur puis entraîneur haïtien[374]
- 14 août : décès à 84 ans de Kalevi Oikarainen, fondeur finlandais[375]
- 14 août : décès à 76 ans de Ferenc Petrovácz, tireur sportif hongrois[376]
- 14 août : décès à 79 ans de John Talbut, footballeur puis entraîneur anglais[377]
- 16 août : décès à 84 ans de Charles Porter, athlète de saut en hauteur australien[378]
- 17 août : décès à 100 ans de Folke Alnevik, athlète de sprint suédois[379]
- 17 août : décès à 86 ans de Mário de Araújo Cabral, pilote de Formule 1 portugais[380]
- 17 août : décès à 51 ans de Nina Kraft, triathlète allemande[381]
- 18 août : décès à 93 ans de Glenn Bassett, joueur de tennis américain[382]
- 18 août : décès à 60 ans de Gheorghe Dogărescu, handballeur roumain[383]
- 18 août : décès à 57 ans de Dale Hawerchuk, hockeyeur sur glace canadien[384]
- 21 août : décès à 69 ans de Hammadi Agrebi, footballeur tunisien[385]
- 21 août : décès à 88 ans de Aldo Aureggi, fleurettiste italien[386]
- 21 août : décès à 52 ans de Tomasz Tomiak, rameur d'aviron polonais[387]
- 22 août : décès à 40 ans de Emil Jula, footballeur roumain[388]
- 22 août : décès à 81 ans de Sandro Mazzinghi, boxeur italien[389]
- 22 août : décès à 89 ans de Joseph Mirando, cycliste sur route italien[390]
- 22 août : décès à 91 ans de Pedro Nájera, footballeur puis entraîneur mexicain[391]
- 23 août : décès à 84 ans de Dieter Krause, kayakiste est-allemand puis allemand[392]
- 23 août : décès à 83 ans de Valentina Prudskova, fleurettiste soviétique puis russe[393]
- 23 août : décès à 69 ans de Luigi Serafini, basketteur italien[394]
- 24 août : décès à 87 ans de Paul Wolfisberg, footballeur puis entraîneur suisse[395]
- 26 août : décès à 58 ans de Stuart Hailstone, joueur de squash sud-africain[396]
- 26 août : décès à 70 ans de Dan Yochum, joueur américain de foot canadien[397]
- 27 août : décès à 80 ans de László Kamuti, escrimeur hongrois[398]
- 27 août : décès à 85 ans de Lute Olson, basketteur puis entraîneur américain[399]
- 29 août : décès à 77 ans de Fritz Chervet, boxeur suisse[400]
- 29 août : décès à 53 ans de Clifford Robinson, basketteur américain[401]
- 31 août : décès à 95 ans de Nina Bocharova, gymnaste soviétique puis ukrainienne[402]
- 31 août : décès à 57 ans de Jean-Baptiste Mendy, boxeur sénégalais puis français[403]
- 31 août : décès à 82 ans de Fritz d'Orey, pilote automobile brésilien[404]
- 31 août : décès à 75 ans de Tom Seaver, joueur de baseball américain[405]
- 31 août : décès à 78 ans de John Thompson, entraîneur de basketball américain[406]

## Septembre
- 1 septembre : décès à 88 ans de Nada Birko, skieuse alpine yougoslave puis croate[407]
- 1 septembre : décès à 63 ans de Sheila Ingram, athlète de sprint américaine[408]
- 1 septembre : décès à 61 ans de Miloš Říha, hockeyeur sur glace et ensuite entraîneur tchécoslovaque puis tchèque[409]
- 1 septembre : décès à 71 ans de Jerzy Szczakiel, pilote de speedway polonais[410]
- 2 septembre : décès à 88 ans de František Vaněk, hockeyeur sur glace tchécoslovaque puis tchèque[411]
- 2 septembre : décès à 87 ans de William Yorzyk, nageur américain[412]
- 3 septembre : décès à 58 ans de Dito, footballeur portugais[413]
- 3 septembre : décès à 78 ans de Karel Knesl, footballeur tchécoslovaque puis tchèque[414]
- 4 septembre : décès à 22 ans de Gregory de Vink, cycliste sur route sud-africain[415]
- 5 septembre : décès à 75 ans de Orlando Bauzon, basketteur philippin[416]
- 6 septembre : décès à 60 ans de Sergey Belyayev, tireur sportif soviétique puis kazakh[417]
- 6 septembre : décès à 81 ans de Lou Brock, joueur de baseball américain[418]
- 8 septembre : décès à 78 ans de Claude Peretti, footballeur français[419]
- 8 septembre : décès à 70 ans de Alfred Riedl, footballeur puis entraîneur autrichien[420]
- 9 septembre : décès à 88 ans de Giuseppe Favero, cycliste sur route italien[421]
- 10 septembre : décès à 69 ans de Alan Minter, boxeur britannique[422]
- 11 septembre : décès à 61 ans de Nadhum Shaker, footballeur puis entraîneur irakien[423]
- 12 septembre : décès à 27 ans de Navid Afkari, lutteur iranien[424]
- 12 septembre : décès à 85 ans de Jean-Claude Annaert, cycliste sur route français[425]
- 13 septembre : décès à 71 ans de John Ferris, nageur américain[426]
- 13 septembre : décès à 83 ans de Günter Siegmund, boxeur allemand[427]
- 15 septembre : décès à 71 ans de André Guesdon, footballeur français[428]
- 17 septembre : décès à 86 ans de Daniel Charles-Alfred, footballeur français[429]
- 17 septembre : décès à 82 ans de Hassan Louahid, footballeur algérien[430]
- 17 septembre : décès à 82 ans de Larry Wilson, joueur de foot U.S. américain[431]
- 18 septembre : décès à 32 ans de Mohamed Atwi, footballeur libanais[432]
- 19 septembre : décès à 85 ans de Albert Langlois, hockeyeur sur glace canadien[433]
- 20 septembre : décès à 66 ans de Ephrem M'bom, footballeur camerounais[434]
- 21 septembre : décès à 55 ans de Jaime Alves, footballeur portugais[435]
- 21 septembre : décès à 82 ans de Bob Nevin, hockeyeur sur glace canadien[436]
- 22 septembre : décès à 84 ans de Agne Simonsson, footballeur suédois[437]
- 23 septembre : décès à 90 ans de Yvette Alloo, pongiste handisport belge[438]
- 23 septembre : décès à 58 ans de Zlatko Portner, handballeur yougoslave, serbe puis suisse[439]
- 23 septembre : décès à 77 ans de Gale Sayers, joueur de foot U.S. américain[440]
- 23 septembre : décès à 84 ans de Bobby Wilson, joueur de tennis américain[441]
- 26 septembre : décès à 75 ans de Jacques Beurlet, footballeur belge[442]
- 29 septembre : décès à 80 ans de Silva Batuta, footballeur brésilien[443]
- 30 septembre : décès à 100 ans de John Russell, cavalier de sauts d'obstacles américain[444]

## Octobre
- 2 octobre : décès à 84 ans de Bob Gibson, joueur de basball américain[445]
- 3 octobre : décès à 37 ans de Charlie Haeger, joueur de baseball américain[446]
- 4 octobre : décès à 44 ans de Rosemary Aluoch, footballeuse kényane[447]
- 4 octobre : décès à 43 ans de Jérôme Gendre, joueur de rugby à XV français[448]
- 5 octobre : décès à 78 ans de Pietro Scandelli, cycliste sur route italien[449]
- 6 octobre : décès à 59 ans de Oļegs Karavajevs, footballeur soviétique puis letton[450]
- 7 octobre : décès à 50 ans de Nabil Bechaouch, footballeur tunisien[451]
- 8 octobre : décès à 91 ans de Whitey Ford, joueur de baseball américain[452]
- 8 octobre : décès à 91 ans de Charles Moore, athlète de haies américain[453]
- 9 octobre : décès à 72 ans de Éric Danty, footballeur français[454]
- 10 octobre : décès à 84 ans de Serge Bourdoncle, footballeur français[455]
- 10 octobre : décès à 54 ans de Vassili Koulkov, footballeur soviétique puis russe[456]
- 11 octobre : décès à 90 ans de Ângelo Martins, footballeur portugais[457]
- 11 octobre : décès à 77 ans de Joe Morgan, joueur de baseball américain[458]
- 13 octobre : décès à 73 ans de Augusto Matine, footballeur portugais[459]
- 14 octobre : décès à 68 ans de Fred Dean, joueur de foot U.S. américain[460]
- 14 octobre : décès à 84 ans de Armando Herrera, basketteur mexicain[461]
- 15 octobre : décès à 89 ans de Sonja Edström, fondeuse suédoise[462]
- 15 octobre : décès à 42 ans de Danil Khalimov, lutteur russe puis kazakh[463]
- 16 octobre : décès à 70 ans de László Branikovits, footballeur hongrois[464]
- 16 octobre : décès à 76 ans de Rodolfo Fischer, footballeur argentin[465]
- 17 octobre : décès à 69 ans de Lucien De Brauwere, cycliste sur route belge[466]
- 17 octobre : décès à 83 ans de Henri Noël, footballeur puis entraîneur français[467]
- 18 octobre : décès à 69 ans de Tomás Herrera Martínez, basketteur cubain[468]
- 18 octobre : décès à 82 ans de Gérard Sulon, footballeur belge[469]
- 20 octobre : décès à 89 ans de René Billon, footballeur français[470]
- 20 octobre : décès à 58 ans de Bruno Martini, footballeur puis entraîneur français[471]
- 20 octobre : décès à 81 ans de Bill Mathis, joueur de foot U.S. américain[472]
- 21 octobre : décès à 93 ans de Gordon Astall, footballeur anglais[473]
- 23 octobre : décès à 75 ans de Abderrahmane Rahmouni, footballeur tunisien[474]
- 23 octobre : décès à 75 ans de Ebbe Skovdahl, footballeur puis entraîneurdanois[475]
- 24 octobre : décès à 43 ans de Krisztián Veréb, kayakiste hongrois[476]
- 25 octobre : décès à 83 ans de Ernesto Contreras, cycliste  sur route argentin[477]
- 26 octobre : décès à 37 ans de Richard Adjei, bobeur allemand[478]
- 26 octobre : décès à 84 ans de Jean-Claude Baulu, footballeur français[479]
- 26 octobre : décès à 65 ans de Edward Johnson, Jr., basketteur américain[480]
- 27 octobre : décès à 80 ans de Gao Fengwen, footballeur puis entraîneur chinois[481]
- 27 octobre : décès à 85 ans de Jimmy Orr, joueur de foot U.S. américain[482]
- 27 octobre : décès à 87 ans de Gilberto Penayo, footballeur paraguayen[483]
- 28 octobre : décès à 73 ans de Miguel Ángel Castellini, boxeur argentin[484]
- 28 octobre : décès à 82 ans de Stanisław Gazda, cycliste sur route polonais[485]
- 29 octobre : décès à 87 ans de Roger Closset, épéiste français[486]
- 29 octobre : décès à 77 ans de Larry Questad, athlète de sprint américain[487]
- 29 octobre : décès à 72 ans de J. J. Williams, joueur de rugby à XV gallois[488]
- 29 octobre : décès à 80 ans de Slaven Zambata, footballeur yougoslave puis croate[489]
- 30 octobre : décès à 81 ans de Herb Adderley, joueur de foot U.S. américain[490]
- 30 octobre : décès à 73 ans de Žarko Knežević, basketteur yougoslave puis sebe[491]
- 30 octobre : décès à 78 ans de Nobby Stiles, footballeur anglais[492]
- 31 octobre : décès à 80 ans de Eduardo Castelló, cycliste sur route espagnol[493]
- 31 octobre : décès à 36 ans de Marius Žaliūkas, footballeur lituanien[494]

## Novembre
- 1er novembre : décès à 76 ans de Paul Crane, joueur de foot U.S. puis entraîneur américain[495]
- 1er novembre : décès à 88 ans de Yalçın Granit, basketteur puis entraîneur turc[496]
- 1er novembre : décès à 90 ans de Don McDermott, patineur de vitesse américain[497]
- 2 novembre : décès à 68 ans de Nancy Darsch, basketteuse et entraîneuse américaine[498]
- 3 novembre : décès à 91 ans de Guennadi Boukharine, céiste soviétique puis russe[499]
- 3 novembre : décès à 52 ans de Taymi Chappé, épéiste cubaine puis espagnole[500]
- 3 novembre : décès à 65 ans de Jacques Pereira, footballeur portugais-marocain[501]
- 5 novembre : décès à 77 ans de Leonid Osipov, poloïste soviétique puis russe[502]
- 6 novembre : décès à 86 ans de Ray Daviault, joueur de baseball canadien[503]
- 6 novembre : décès à 86 ans de June Foulds, athlète de sprint britannique[504]
- 6 novembre : décès à 78 ans de Jim Neilson, hockeyeur sur glace canadien[505]
- 8 novembre : décès à 97 ans de Howie Meeker, hockeyeur sur glace puis entraîneur canadien[506]
- 8 novembre : décès à 57 ans de Stéphane Moulin, arbitre de football français[507]
- 9 novembre : décès à 78 ans de Fernando Atzori, boxeur italien[508]
- 9 novembre : décès à 71 ans de Virginia Bonci, athlète de saut en hauteur roumaine[509]
- 9 novembre : décès à 70 ans de John Kinsela, lutteur australien[510]
- 10 novembre : décès à 84 ans de Charles Corver, arbitre de football néerlandais[511]
- 10 novembre : décès à 89 ans de Dino Da Costa, footballeur puis entraîneur brésilien et italien[512]
- 10 novembre : décès à 86 ans de Tom Heinsohn, basketteur américain[513]
- 10 novembre : décès à 83 ans de Tony Waiters, footballeur puis entraîneur anglais[514]
- 11 novembre : décès à 79 ans de Heinfried Birlenbach, athlète de lancers allemand[515]
- 11 novembre : décès à 83 ans de Carlos Campos, footballeur chilien[516]
- 11 novembre : décès à 88 ans de Giuliana Chenal-Minuzzo, skieuse alpine italienne[517]
- 11 novembre : décès à 54 ans de Mileta Lisica, basketteur yougoslave puis serbe et slovène[518]
- 11 novembre : décès à 68 ans de Jorge Llopart, athlète de marches espagnol[519]
- 11 novembre : décès à 75 ans de Faye Urban, joueuse de tennis canadienne[520]
- 12 novembre : décès à 87 ans de Albert Quixall, footballeur anglais[521]
- 12 novembre : décès à 75 ans de Krasnodar Rora, footballeur ett ensuite entraîneur yougoslave puis croate[522]
- 13 novembre : décès à 79 ans de Vidin Apostolov, footballeur bulgare[523]
- 13 novembre : décès à 70 ans de Mohand Chérif Hannachi, footballeur puis dirigeant sportif algérien[524]
- 13 novembre : décès à 64 ans de Terry Duerod, basketteur américain[525]
- 13 novembre : décès à 84 ans de Paul Hornung, joueur de foot U.S. américain[526]
- 13 novembre : décès à 53 ans de Attila Horváth, athlète de lancers de disque hongrois[527]
- 13 novembre : décès à 59 ans de Jim Pace, pilote automobile américain[528]
- 13 novembre : décès à 84 ans de Louis Rostollan, cycliste sur route français[529]
- 15 novembre : décès à 72 ans de Ray Clemence, footballeur anglais[530]
- 17 novembre : décès à 102 ans de Camille Bonnet, joueur de rugby à XV français[531]
- 17 novembre : décès à 81 ans de Eddie Borysewicz, cycliste sur route  puis entraîneur polonais[532]
- 17 novembre : décès à 83 ans de Angelo Caroli, footballeur italien[533]
- 17 novembre : décès à 89 ans de Buddy Davis, athlète de saut en hauteur et basketteur américain[534]
- 17 novembre : décès à 36 ans de Vincent Reffet, pratiquant de base-jump et de parachutisme français[535]
- 18 novembre : décès à 77 ans de Pim Doesburg, footballeur néerlandais[536]
- 18 novembre : décès à 71 ans de Adam Musiał, footballeur polonais[537]
- 18 novembre : décès à 63 ans de Juan Roldán, boxeur argentin[538]
- 19 novembre : décès à 54 ans de Helen Morgan, hockeyeuse sur gazon britannique[539]
- 19 novembre : décès à 79 ans de André Quilis, joueur de rugby à XV français[540]
- 20 novembre : décès à 61 ans de Ernesto Canto, athlète de marches mexicain[541]
- 20 novembre : décès à 82 ans de Jacques Déprez, athlète de haies ouis entraîneur français[542]
- 20 novembre : décès à 87 ans de Ken Schinkel, hockeyeur sur glace puis entraîneur canadien[543]
- 22 novembre : décès à 62 ans de Doris De Agostini, skieuse alpine suisse[544]
- 22 novembre : décès à 88 ans de Billy Evans, basketteur américain[545]
- 22 novembre : décès à 93 ans de Ray Prosser, joueur de rugby à XV gallois[546]
- 22 novembre : décès à 83 ans de Maurice Setters, footballeur anglais[547]
- 23 novembre : décès à 33 ans de Anele Ngcongca, footballeur sud-africain[548]
- 24 novembre : décès à 91 ans de José Bastos, footballeur portugais[549]
- 24 novembre : décès à 48 ans de Christophe Dominici, joueur de rugby à XV français[550]
- 24 novembre : décès à 71 ans de Jacques Secrétin, pongiste français[551]
- 24 novembre : décès à 62 ans de Vasil Yakusha, rameur d'aviron soviétique puis biélorusse[552]
- 25 novembre : décès à 60 ans de Diego Maradona, footballeur puis entraîneur argentin[553]
- 26 novembre : décès à 84 ans de Dimitar Largov, footballeur bulgare[554]
- 27 novembre : décès à 58 ans de Dainis Liepiņš, cycliste sur piste et sur route soviétique puis letton[555]
- 27 novembre : décès à 60 ans de Kamel Madoun, handballeur algérien[556]
- 28 novembre : décès à 63 ans de Kevin Burnham, skipper américain[557]
- 28 novembre : décès à 82 ans de Roger Fite, joueur de rugby à XV français[558]
- 28 novembre : décès à 98 ans de Valerio Puccianti, athlète d'ultra-fond français[559]
- 28 novembre : décès à 92 ans de Juan de Dios Román, entraîneur de handball et dirigeant sportif espagnol[560]
- 29 novembre : décès à 42 ans de Papa Bouba Diop, footballeur sénégalais[561]
- 30 novembre : décès à 46 ans de Andrea Huser, triathlète suisse[562]

## Décembre
- 1er décembre : décès à 94 ans de Jean Cottard, escrimeur français[563]
- 1er décembre : décès à 88 ans de Mariya Itkina, athlète de sprint soviétique puis russe[564]
- 1er décembre : décès à 72 ans de Arnie Robinson, athlète de saut en longueur américain[565]
- 1er décembre : décès à 91 ans de Sol Tolchinsky, basketteur canadien[566]
- 2 décembre : décès à 31 ans de Mohamed Abarhoun, footballeur marocain[567]
- 2 décembre : décès à 86 ans de Rafer Johnson, athlète d'épreuves combinées américain[568]
- 2 décembre : décès à 91 ans de Karin Lindberg, gymnaste suédoise[569]
- 2 décembre : décès à 86 ans de Aldo Moser, cycliste sur route italien[570]
- 4 décembre : décès à 81 ans de Kinuko Tanida, volleyeuse japonaise[571]
- 5 décembre : décès à 90 ans de Henryk Kukier, boxeur polonais[572]
- 5 décembre : décès à 83 ans de Viktor Ponedelnik, footballeur soviétique puis russe[réf. souhaitée]
- 5 décembre : décès à 89 ans de Wojciech Zabłocki, sabreur polonais[573]
- 6 décembre : décès à 76 ans de Dejan Dabović, poloïste yougoslave puis monténégrin[574]
- 6 décembre : décès à 78 ans de Dennis Ralston, joueur de tennis américain[575]
- 7 décembre : décès à 61 ans de Jean-François Charbonnier, footballeur français[576]
- 7 décembre : décès à 35 ans de Joseph Sanda, cycliste sur route camerounais[577]
- 8 décembre : décès à 71 ans de Walter Lechner, pilote automobile autrichien[578]
- 8 décembre : décès à 75 ans de Raffaele Pinto, pilote de rallye automobile italien[579]
- 8 décembre : décès à 66 ans de Alejandro Sabella, footballeur puis entraîneur argentin[580]
- 8 décembre : décès à 88 ans de Kurt Stettler, footballeur suisse[581]
- 9 décembre : décès à 86 ans de Gordon Forbes, joueur de tennis sud-africain[582]
- 9 décembre : décès à 84 ans de Alex Olmedo, joueur de tennis p&éruvien puis américain[583]
- 9 décembre : décès à 64 ans de Paolo Rossi, footballeur italien[584]
- 12 décembre : décès à 68 ans de Bird Averitt, basketteur américain[585]
- 13 décembre : décès à 87 ans de Otto Barić, footballeur puis entraîneur austro-croate[586]
- 13 décembre : décès à 72 ans de Pierre Lacroix, dirigeant de hockey sur glace canadien[587]
- 13 décembre : décès à 90 ans de James McLane, nageur américain[588]
- 14 décembre : décès à 73 ans de Gérard Houllier, entraîneur de football français[589]
- 14 décembre : décès à 74 ans de Jean-Pierre Lux, joueur de rugby à XV français[590]
- 14 décembre : décès à 88 ans de Günter Sawitzki, footballeur allemand[591]
- 15 décembre : décès à 81 ans de Paul Nihill, athlète de marches britannique[592]
- 15 décembre : décès à 48 ans de Zoltán Szabó, footballeur puis entraîneur serbo-hongrois[593]
- 16 décembre : décès à 93 ans de Waldemaro Bartolozzi, cycliste sur route puis dirigeant sportif italien[594]
- 16 décembre : décès à 84 ans de Otto Leodolter, sauteur à ski autrichien[595]
- 16 décembre : décès à 79 ans de Kálmán Sóvári, footballeur hongrois[596]
- 16 décembre : décès à 59 ans de Renê Weber, footballeur brésilien[597]
- 17 décembre : décès à 91 ans de Jean Blaton, pilote automobile belge[598]
- 17 décembre : décès à 86 ans de Ignaz Puschnik, footballeur autrichien[599]
- 17 décembre : décès à 77 ans de Giovanni Sacco, footballeur puis entraîneur italien[600]
- 17 décembre : décès à 77 ans de Pelle Svensson, lutteur puis avocat suédois[601]
- 18 décembre : décès à 88 ans de Charles Brooker, hockeyeur sur glace canadien[602]
- 18 décembre : décès à 87 ans de Han Grijzenhout, entraîneur de football néerlandais[603]
- 19 décembre : décès à 98 ans de Märta Norberg, fondeuse suédoise[604]
- 19 décembre : décès à 89 ans de Maria Piątkowska, athlète de sprint et de haies polonaise[605]
- 20 décembre : décès à 75 ans de Jean-Louis Azarete, joueur de rugby à XV français[606]
- 20 décembre : décès à 94 ans de Romolo Tavoni, pilote automobile italien[607]
- 20 décembre : décès à 86 ans de Dietrich Weise, footballeur puis entraîneur allemand[608]
- 21 décembre : décès à 58 ans de Kevin Greene, joueur de foot U.S. américain[609]
- 21 décembre : décès à 77 ans de Jean-Louis Ugartemendia, joueur de rugby à XV français[606]
- 23 décembre : décès à 73 ans de Arkadi Andreasyan, footballeur soviétique puis arménien[610]
- 23 décembre : décès à 59 ans de Frankie Randall, boxeur américain[611]
- 24 décembre : décès à 90 ans de Aleksandar Ivoš, footballeur yougoslave puis serbe[612]
- 24 décembre : décès à 60 ans de Armando Romero, footballeur mexicain[613]
- 25 décembre : décès à 90 ans de William Bentsen, skipper américain[614]
- 25 décembre : décès à 92 ans de Ivan Bohdan, lutteur soviétique puis ukrainien[615]
- 25 décembre : décès à 88 ans de Danny Hodge, lutteur et boxeur américain[616]
- 25 décembre : décès à 88 ans de K. C. Jones, basketteur puis entraîneur américain[617]
- 25 décembre : décès à 37 ans de Maxim Tsigalko, footballeur biélorusse[618]
- 26 décembre : décès à 50 ans de Derek Aucoin, joueur de baseball américain[619]
- 26 décembre : décès à 83 ans de Jim McLean, footballeur écossais[620]
- 26 décembre : décès à 81 ans de Phil Niekro, joueur de baseball américain[621]
- 27 décembre : décès à 53 ans de Veronika Tóbiás, haltérophile hongroise[622]
- 28 décembre : décès à 75 ans de Jyrki Heliskoski, entraîneur de football finlandais[623]
- 28 décembre : décès à 83 ans de George Hudson, footballeur anglais[624]
- 28 décembre : décès à 60 ans de John Paul Jr., pilote automobile américain[625]
- 28 décembre : décès à 97 ans de Jeanine Toulouse, athlète de sprint française[626]
- 31 décembre : décès à 92 ans de Tommy Docherty, footballeur puis entraîneur anglais[627]